# Antoine de Saint-Exupéry
Antoine Marie Jean-Baptiste Roger de Saint-Exupéry, född 29 juni 1900 i Lyon i Frankrike, död 31 juli 1944, var en fransk författare och yrkesflygare, mest känd för verket Le Petit Prince, Lille prinsen. Han omkom vid en spaningsflygning utanför Korsika 1944.

## Flygare
Saint-Exupéry, som tillhörde en grevlig ätt, gick i jesuitskolor på flera ställen, bland annat i Schweiz och Paris. Han försökte studera till sjöbefäl men underkändes, studerade arkitektur och fullgjorde sin värnplikt som flygare, vilket blev livsavgörande för honom. Han blev 1926 framgångsrik civilflygare i Afrika och skapade även flyglinjer i Sydamerika.

## Författare
Saint-Exupérys tidiga författarskap består av flygäventyr. Efter knappt ett decennium kom det att bli filosofiskt, exempelvis Terre des hommes (Kamrater på en irrande planet) 1939, för vilken han fick Franska akademiens stora pris. 

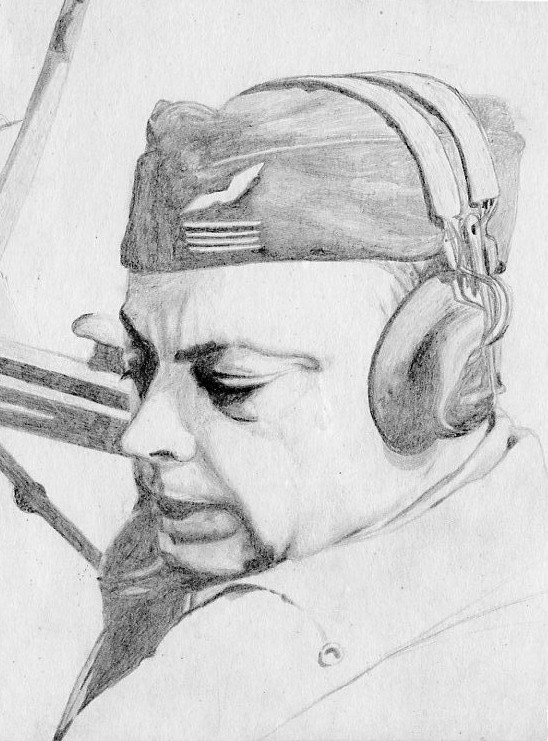
Saint-Exupéry som major i det franska flygvapnet.

## Stupad för Frankrike
Saint-Exupéry deltog i andra världskriget fram till Frankrikes kapitulation 1940. Han belönades med det franska krigskorset med palmer för tapperhet. Efter en tid som författare i New York och Québec gick han med i de fria franska styrkorna. Det var under en flygning för dem han försvann spårlöst över Medelhavet.